# Adolph Bermbach
Adolph Joseph Maria Bermbach (* 14. September 1821 in Wiesbaden; † 14. März 1875 in Köln) war ein deutscher linker und später linksliberaler Politiker.

## Leben
Bermbachs Eltern waren Ferdinand Bermbach, herzoglich-nassauischer Oberappellationsgerichts-Prokurator aus Camberg, und dessen Ehefrau Catharina geb. Nückel.  
Bermbach studierte 1841–1844 an der Rheinischen Friedrich-Wilhelms-Universität Rechtswissenschaft. 1842–1844 war er Mitglied des Bonner Studentenkorps Hansea, das 1845 aus Nachwuchsmangel und aus finanziellen Gründen suspendierte. Diese „alte Hansea“ war ein Vorläufer des Corps Hansea Bonn. Später arbeitete er als Notar. 1861–1872 praktizierte er in Gerresheim,  später in Köln. Im Vormärz engagierte er sich im Bürgerverein des Siegkreises. Als Nachfolger von Johann Joseph Heister vertrat er vom 27. Februar 1849 bis zum 18. Juni 1849 den Wahlkreis Siegburg im Rumpfparlament der Frankfurter Nationalversammlung. Er gehörte zur Fraktion Deutscher Hof. Nach der Revolution war er 1850–1852 Mitglied des Bundes der Kommunisten. Er war Kontaktmann von Karl Marx in Köln. Er hielt die Verbindung zu den Angeklagten des Kölner Kommunistenprozesses aufrecht. Aus diesem Grund wurde 1852 festgenommen. Nach 1861 war er Mitglied der Deutschen Fortschrittspartei. 1869–1872 war er Mitglied der Stadtverordnetenversammlung in Gerresheim. Danach gehörte er der Stadtverordnetenversammlung in Köln an.